# 제1격
제일격(第一擊, 영어: first strike)은 전략 핵무기를 사용한 선제공격으로 상대방의 전략핵 전력을 파괴하는 것을 가리키는 용어이다.
제일격은 쌍방이 직접 대치하고 있는 전선에서 상대방의 재래식 전력 및 전술핵 전력에 대해 전술 핵무기를 사용, 선제 제1격을 가하는 선제사용(First Use)과 구별된다. 상대방의 제1격에 보복하기 위한 전략 핵무기 반격을 제2격(Second Strike)이라 하는데, 제1격은 통상 상대방의 반격(제2격)에 따른 자국의 피해를 축소시키기 위해 상대방의 하드타깃에 집중되며, 그에 대한 제2격도 기본적으로는 상대방의 미발사 미사일 기지 등 하드타깃에 집중되나 상황에 따라서는 민간시설, 민간인 등 소프트타깃으로 변경되기도 한다.
여기에서 대두된 과제가 전략 핵전력의 비취약성(unvulnerability)이다. 비취약성이란 상대방이 기습적인 제1격을 가해 오더라도 각종 방어설비나 위장시설 등을 이용하여 전략 핵무기의 손실을 감소시킴으로써 효과적인 제2격을 실행할 수 있는 전략핵무기를 보존시키는 것을 가리키는데, 이는 궁극적으로 핵전쟁에 대한 강한 억지력을 갖는다. 즉, 비취약성이 증대될수록 상대방에 대한 선제공격 의사는, 그 이상의 보복반격 피해를 고려하게 됨으로써 억제될 수밖에 없는데, 1960년대 중반 이후 미·소가 전략핵 전력 경쟁에서 최우선 과제로 택해 심혈을 기울였다.
이러한 비취약성의 향상은 제1격의 전략적 효과를 반감시켰다. 즉, 핵탄두 폭발력의 증대, CEP 향상과 MIRV화에 따른 방어망 돌파 능력과 신뢰성의 향상, 탑재 핵탄두 수의 증가 등 제1격 전력의 능력향상에 상대적으로 LCBM 기지의 기동성 보유, 방어체제강화에 SLBM·순항 미사일의 성능향상 등이 이루어져 전략 핵전력의 총체적인 비취약성이 증대되어, 사실상 하드타깃에 대한 제1격은 효과를 기대할 수 없게 되었다. 소련이 군축협상에서 미국의 SDI를 최우선 최대 현안으로 택하였던 이유도, 만일 SDI가 완성·배치될 경우 소련의 전술핵 전력은 제1격뿐만 아니라 제2격 능력까지도 상실케 된다는 데 있었다.

## 제1격을 위한 무기 시스템
- 퍼싱 II IRBM: 5-50 kt 핵탄두 1개, 종말유도는 액티브 레이다 유도를 사용해 CEP 50 m로 정밀 폭격, 7분 비행으로 사거리 1,800 km인 퍼싱-2 미사일은 유럽 쪽 소련 영토 내의 C4ISTAR 지휘부, 벙커, 활주로, 대공시스템, ICBM 지하 사일로를 파괴하기 위해 개발되었다. 퇴역했다. 퍼싱 미사일은 서독에 16발이 배치되었다. 베를린에서 모스크바까지가 1,600 km 거리이다.

- SS-18 사탄 ICBM: 220 m CEP라는 고정밀도 때문에 서방에서 제1격 무기로 인식하고 있다. 500kt 핵탄두 10발을 탑재했다. 각각의 핵탄두는 미니트맨 미사일의 견고한 지하 사일로를 파괴할 수 있다. 1976년에 실전배치되어 현재도 사용중이다.

- LGM-118 피스키퍼: 사탄 미사일과 제원이 비슷하다. 300kt 핵탄두 10발을 탑재했다. CEP 120 m로 매우 정확도가 높다. 1980년대 중반에 실전배치되었지만, 현재는 퇴역했다. 그러나 유도장치와 핵탄두는 미니트맨 미사일에 장착되어 현재 사용중이다.

- SS-20 세이버 MIRV IRBM: 소련이 1970년대 실전배치했다. 우랄 산맥 뒤에 은닉된 채로 발사되며, 매우 짧은 비행시간, 높은 정밀도로 경보가 울리기 전에 나토 지휘부를 타격할 수 있다. 사거리는 600-5000 km이다. 퇴역했다.

## 미사일 방어
모든 미사일 방어 시스템은 광범위한 지역을 커버한다. 적의 핵미사일을 요격하여, 상호확증파괴(MAD)의 공포를 줄여주기 때문에, 아군의 제1격(선제타격)을 가능하게 돕는다.
이러한 시스템은 실전배치된 적이 없다. 미국 영토에 제한적인 지상형 미사일 방어 시스템이 설치되었지만, 이는 매우 적은 수량의 핵미사일을 요격할 수 있을 뿐이다.

## 같이 보기
- 참수작전
- 제2격
- 경보즉시발사(LOW)